# 욕가이찌조선초중급학교
욕가이찌조선초중급학교(일본어: 四日市朝鮮初中級学校 욧카이치 조선 초중급학교[*])는 일본 미에현 욧카이치시에 위치한 조선학교이다.

## 학과
- 중급부
- 초급부
- 유치반